# قاموس الأحزان الغامضة
قاموس الأحزان الغامضة (بالإنجليزية: The Dictionary of Obscure Sorrows)  هو موقع إلكتروني وقناة على اليوتيوب قام بإنشائهما جون كوينغ، لتسمية المشاعر التي ليس لها مصطلح وصفي في اللغة بلفظة جديدة كلياً.
يشتمل القاموس في الموقع الإلكتروني على مصطلحات لفظية متبوعة بتعريف وصفي مطول، ومن جانب آخر تحتوي قناة اليوتيوب على مقطع فيديو لكلٍ منها.
كان لبحث كوينغ في «علم أصول الكَلِم، ومعاني البادئات واللواحق، وجذور الكلمات» مسلكاً لإنشائه تلك المصطلحات.
وغالباً ما تستند تلك المصطلحات على «مشاعر الوجودية» وغرضها «ملء تلك الفجوة في اللغة التي يشعر بها القارئ حيال مشاعر معينة».
تحتوي معظم مقاطع الفيديو على عدد كبير من الصور الفوتوغرافية، كما هو الحال بالنسبة لمصطلح"Vemödalen" حيث يشتمل على مزيجاً من الصور الفوتوغرافية المتشابهة وعددها بما يقارب 465 صورة ، وتلك السلسلة من الصور هي بطبيعة الحال لمصورين فوتوغرافيين مختلفين".
فيما يخص مقاطع الفيديو الأخرى فإنها تتجه لأن تصف مشاعر فردية عميقة، فعلى سبيل المثال مصطلح "Avenoir" وهو «شعورك بالفضول حيال خط سير حياتك مستقبلاً».
بحسب التوقعات فإن إصدار كتاب بشكل رسمي لقاموس الأحزان الغامضة، بات أقرب من أي وقت مضى.

## تاريخ نشأته
بدأت فكرة إنشائه لهذا القاموس في عام 2006 عندما كان كوينغ لايزال طالباً جامعياً في كلية «ماكاليستر» في ولاية مينيسوتا حيث كان يحاول كتابة الشعر حينها.
وكانت فكرة إنشائه لقاموس الأحزان الغامضة مرهونة بحاجته لكلمات تصف تلك المشاعر التي لم يسبق أن وصفت لغوياً لتحقق غايته في كتابة الشعر.
في شهر يونيو لعام 2015، أخذت شعبية الموقع الإلكتروني وسلسلة مقاطع الفيديو في الانتشار، بعدما تم نشر قائمة من ثلاثة وعشرون كلمة مدونة في القاموس على عدد من وسائل التواصل الاجتماعي.

## أبرز المصطلحات
الجدير بالذكر أن عدداً لا يستهان به من تلك المصطلحات التي تم وصفها في «قاموس الأحزان الغامضة»، قد حصدت اهتماماً واسعاً خاصة تلك التي تحتوي على مقطع فيديو مصاحب لها.

من بينها مصطلح "Vemödalen" «حيث يركز على معضلة الشعور بأنه لا مجال للابتكار في التقاط الصور الفوتوغرافية نظراً لوجود صور مماثلة لها تم التقاطها سلفاً». وفي الوقت ذاته شدد مقطع الفيديو على أنه «لا مفر من وجود صور مماثلة تم التقاطها من قبل عدة أشخاص أخرين» وفي الحين نفسه أنه من الصحيح أيضاً «لمجرد أن الأشياء تبدو متشابهة، فإن هذا لا يلغي حقها في التفرد».
مستشهداً بمقولة لـ والت ويتمان، فقد أكد مقطع الفيديو على أن "كل صورة تم التقاطها ستضيف دوماً رونقاً خاصاً لما سبقها من تلك الصور، لتشكل في نهاية الأمر قصة من صور تهافت على التقاطها أناس كثر. مصطلح "vemödalen": أسم، وهو يصف شعورك بالإحباط حيال التقاطك لمشاهد أقرب ما تصفها بالأخاذة الساحرة المذهلة لعلمك بوجود الآلاف من الصور الفوتوغرافية المطابقة لها بشكل كامل، فلا مجال للإبهار -نفس الغروب، نفس الشلال، نفس ذاك المنحى، نفس تلك الالتقاطة المقربة للعين- التي من شأنها أن تحول تلك المشاهد الساحرة الفريدة إلى مشاهد باهته، رديئة، غير جذابة، كقطعة اثاث قمت بتصنيعها ومن ثم اكتشفت أنه قد سبق إنتاجها وبإعداد هائلة. «جون كوينغ قاموس الأحزان الغامضة»
يكل ساجاتو في لوس أنجلوس، حيث تبنى عدة مصطلحات من قاموس الأحزان الغامضة، لغرض تسمية كل قطعة من قطعه الفنية والإشارة إلى المعنى الخفي خلف كل قطعة فنية منها.بالإضافة إلى مصطلح "Sonder" حيث لقي انتشاراً واسعاً نظراً لعلاقته بشعورك بالآخرين، وتعريفه هو «إيمانك التام بأن كل شخص تمر به في حياتك بشكل عشوائي، يعيش حياة صاخبة معقدة ومليئة بالأحداث كحياتك».
كما استولت عدد من الشركات على مصطلح "Sonder" لاستخدامه كاسم علامة تجارية للدراجات، وعنواناً للعبة فيديو.
وأُطلقَ مصطلح "Sonder" على الألبوم الثالث لفنان البوب كاورو إيشيباشي Kaoru Ishibashi  حيث سُمي بـ Sonderlust  ، مشيراً فيه إلى انفصاله عن زوجته ومحاولاته الملحة لفهم حياتها.
علاوة على ذلك اتخذت فرقة TesseracT الإنجليزية مصطلح "Sonder" مسمى لألبومها الرابع.
لم يقتصر الموضوع على هذا فحسب، فقد مثلت عدد من المصطلحات المدونة في القاموس، أسماء عدد من المشروبات المختلفة التي يتم تقديمها في مطعم Chicago Knife.
وكما هو الحال بالنسبة للمعرض الفني لأعمال ما

## ما طاله من النقد
فقد أشارت صحيفة ذا تايمز أوف إنديا إلى أن القاموس يعد «موقعاً ممتعاً ومصدراً دسماً لأخصائي علم أصول الكَلِم وكُتاب الطرازِ الأول».
ومن جانب آخر وصفت شارنيا مانيفانان الكاتبة في صحيفة ذا نيو إنديان اكسبرس، القاموس بأنه «تجربة بديعة واعتبرت أن تسمية كوينغ ووصفه لتلك المصطلحات على شَفاَ حُفرةٍ بين الهذيان والثرثرة!».

## روابط خارجية
- الموقع الرسمي
- قناة اليوتيوب لـ «قاموس الاحزان الغامضة»
- قاموس على الأحزان الغامضة على تست تيوب